# Robert Daniel Carmichael

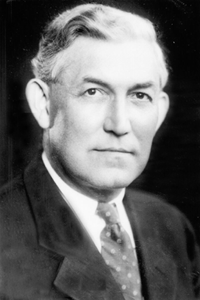
Robert Daniel Carmichael, circa 1920

Robert Daniel Carmichael (* 1. März 1879 in Goodwater, Alabama; † 2. Mai 1967 in Merriam, Kansas) war ein US-amerikanischer Mathematiker. Nach ihm sind die Carmichael-Zahlen benannt, einer Klasse von fermatschen Pseudoprimzahlen.

## Leben
Carmichael besuchte das Lineville College in Alabama mit dem Bachelorabschluss 1898 und war dann Presbyterianischer Geistlicher in Hartselle in Alabama. Ab 1905 begann er, Probleme im American Mathematical Monthly und Aufsätze in mathematischen Zeitschriften zu veröffentlichen und wurde 1905 Mathematikprofessor am Presbyterian College in Anniston. Nachdem er schon 170 Aufsätze veröffentlicht hatte, darunter in den Annals of Mathematics und dem Bulletin der American Mathematical Society, setzte er sein Studium an der Princeton University fort, an der er 1911 bei George David Birkhoff promoviert wurde (Linear Difference Equations and their Analytic Solutions). Als Student erhielt er die Porter-Ogden-Jacobus-Fellowship in Princeton. Nach seiner Promotion wurde er Assistant Professor und 1912 Associate Professor an der Indiana University. 1915 unterrichtete er an der University of Chicago Summer School, wurde Assistant Professor an der University of Illinois, 1918 Associate Professor und 1920 erhielt er eine volle Professur. 1929 bis 1934 stand er der Mathematikfakultät vor und war ab 1934 Dekan der Graduate School, was er bis zu seiner Emeritierung 1947 blieb.
Er war Fellow der American Association for the Advancement of Science und Mitglied der American Mathematical Society, deren Council er mehrmals angehörte.

## Wirken
Carmichael galt als begabter und vielseitiger Mathematiker. Der Satz von Carmichael stammt aus dem Jahr 1910. Er veröffentlichte 1914 und 1915 zwei Bücher über Zahlentheorie und ein Buch zur Gruppentheorie. Von ihm stammt die Carmichael-Funktion und nach ihm benannt sind die Carmichael-Zahlen.
Er beschäftigte sich ab 1912 auch mit der Relativitätstheorie, worüber er 1913 ein Buch veröffentlichte. Der Stoff basierte auf Vorlesungen, die er im Herbst 1912 an der Universität von Indiana hielt, sowie auf seinen Veröffentlichungen in der Zeitschrift Physical Review. Die Entwicklung der Allgemeinen Relativitätstheorie durch Albert Einstein berücksichtigte er in der 2. Auflage 1920.

## Werke
- The Theory of Relativity. 1. Auflage. New York: John Wiley & Sons, Inc., 1913, S. 74.
- The Theory of Numbers, New York: John Wiley & Sons, Inc., 1914, S. 94. Gutenberg eText
- Diophantine Analysis. 1. Auflage. New York: John Wiley & Sons, Inc., 1915, S. 118.
- The Theory of Relativity. 2. Auflage. New York: John Wiley & Sons, Inc., 1920, S. 112.
- A Debate on the Theory of Relativity, mit einer Einführung von William Lowe Bryan, Chicago: Open Court Pub. Co., 1927, S. 154.
- The Calculus, Robert D. Carmichael und James H. Weaver, Boston/New York: Ginn & Company, 1927, S. 345.
- The Logic of Discovery, Chicago/London: Open Court Publishing Co., 1930, S. 280; Reprinted von Arno Press, New York, 1975.
- Mathematical Tables and Formulas, Robert D. Carmichael und Edwin R. Smith, Boston: Ginn & Company, 1931, S. 269; Reprint von Dover Publications, Inc., New York, 1962.
- The Calculus, überarbeitete Ausgabe von Robert D. Carmichael, James H. Weaver und Lincoln La Paz, Boston/New York: Ginn & Company, 1937, S. 384.
- Introduction to the Theory of Groups of Finite Order, Boston/New York:  Ginn & Company, S. 447, 1937; Reprint von Dover Publications, Inc., New York, 1956.